# تپه مین مرغ
تپه مین مرغ مربوط به سدهٔ ۵ تا ۶ ه.ق است و در شهرستان دورود، بخش سیلاخور، دهستان چالانچولان، ۵۰ متری شمال غرب روستای احمدآباد واقع شده و این اثر در تاریخ ۲۸ شهریور ۱۳۸۶ با شمارهٔ ثبت ۱۹۵۳۷ به‌عنوان یکی از آثار ملی ایران به ثبت رسیده است.